# Філлі Фантазія
Філлі Фантазія: Академія чарів (англ. Filly Funtasia) — CGI-мультсеріал створена Джейкобом та Генріком Андерсоном для Dracco Brands. Серія заснована на франшизі Філлі.
Запуск в Італії відбувся 11 березня 2019 року на каналі «Frisbee». В Україні мультсеріал транслюється на каналі «ПлюсПлюс» з 30 листопада 2019 року.

## Сюжет
В центрі сюжету – маленька Філлі, яка розповідає подрузі Роуз про магічну академію в казковому королівстві. Тимчасом у чарівній школі, де вони навчаються неймовірних здібностей, сталася біда – Вранглум, чарівник Темного Дзеркала, прагне захопити всю магію в королівстві. Аби завадити йому, на захист себе та всього світу стають вірні товариші Седрик, Ізабелла, Лін і Уіллоу.

## Основні персонажі
- Роуз
- Седрик
- Ізабелла "Белла"
- Лін
- Віллов "Вілл"
- Вранглум
- Батівікс

## Український дубляж
- Аліса Гур’єва — Роуз
- Вікторія Бакун — Белла
- Катерина Буцька — Лін
- Олександр Солодкий — Батівікс, Fabian
- Андрій Альохін — Вранглум
- Катерина Брайковська — Miss Sparkle
- Юлія Перенчук — Ashia

## Епізоди
| Номер | Назва                                              | Режисер                   | Сценарист      | Дата прем'єри в Італії | Дата прем'єри в Україні |
| ----- | -------------------------------------------------- | ------------------------- | -------------- | ---------------------- | ----------------------- |
| 1     | Таємниця кексиків The Cupcake Mystery              | Джейкоб і Генрік Андерсон | TBA            | 11 березня 2019        | 30 листопада 2019       |
| 2     | Синя райдуга The Blue Rainbow                      | Джейкоб і Генрік Андерсон | Джонні Хартман | 12 березня 2019        | 1 грудня 2019           |
| 3     | Ранглум під прикриттям Wranglum in Disguise        | Джейкоб і Генрік Андерсон | TBA            | 13 березня 2019        | 2 грудня 2019           |
| 4     | Нарешті сама Alone at Last                         | Джейкоб і Генрік Андерсон | TBA            | 14 березня 2019        | 3 грудня 2019           |
| 5     | Сад зла The Evil Garden                            | Джейкоб і Генрік Андерсон | TBA            | 15 березня 2019        | 4 грудня 2019           |
| 6     | Сон смерті Dream of Doom                           | Джейкоб і Генрік Андерсон | TBA            | 18 березня 2019        | 5 грудня 2019           |
| 7     | Зникнення Біжу Bijou on the Loose                  | Джейкоб і Генрік Андерсон | Джонні Хартман | 19 березня 2019        | 6 грудня 2019           |
| 8     | Чарівний лабіринт The Magical Maze                 | Джейкоб і Генрік Андерсон | TBA            | 20 березня 2019        | 7 грудня 2019           |
| 9     | Учитель на день Teacher for a Day                  | Джейкоб і Генрік Андерсон | TBA            | 21 березня 2019        | 8 грудня 2019           |
| 10    | Гра в хованки Hide and Seek                        | Джейкоб і Генрік Андерсон | Армін Предігер | 22 березня 2019        | 9 грудня 2019           |
| 11    | Заблукана русалка The Lost Mermaid                 | Джейкоб і Генрік Андерсон | Карлос Блейчер | 25 березня 2019        | 10 грудня 2019          |
| 12    | Зоряний кристал The Star Crystal                   | Джейкоб і Генрік Андерсон | TBA            | 26 березня 2019        | 11 грудня 2019          |
| 13    | Фарина – вогняна дракониця Farina, the Fire Dragon | Джейкоб і Генрік Андерсон | TBA            | 27 березня 2019        | 12 грудня 2019          |